# Свети Доминик
Доминѝк де Гусма̀н Гарсѐс (на испански: Domingo de Guzmán Garcés, роден през 1170 г. в Кастилия, Испания) е испански католически монах, проповедник. Известен е с това, че през 1215 г. създава монашеския Орден на проповедниците, по-известен като Доминикански орден (по името на основателя му). Умира през 1221 г. в Болоня, Италия.
Канонизиран е за светец от католическата църква. Художествено-символично се изобразява в бели дрехи под черен плащ, с лилия в ръка, знак за целомъдрие; понякога, със звезда на челото – израз на излъчваната от него святост.
Свети Доминик по-късно, е назначен от епископа на Тулуза за проповедник на диоцеза, той подхранва желанието и идеята да даде на своето проповядване една стабилна и добре организирана форма, основавайки така Доминиканския орден, носещ неговото име и признат официално от Църквата през 1216 по време на потнификата на Хонорий III. Посвещавайки се с всичките си сили за разпространението на делото си, Доминик изпраща своите проповедници из цяла Европа, по-специално в Париж и Болоня, основни университетски центрове по онова време. По време на първите генерални капитани на Ордена, през 1220 и 1221, са определени основните принципи на Ордена: проповядване, учение, бедност, общ живот, законодателство, географско разпределение, мисии.
Доминик, изнурен от апостолската работа и постоянното покаяние, умира същата година, 1221, обкръжен от своите събратя, в манастира в Болоня, в една килия, която дори не е неговата, защото не притежаваше своя. Умира на 51 годишна възраст, а 13 години по-късно, през 1234, е канонизиран от папа Григорий IX, свързан от дълбоко приятелство с Доминик. Неговото тяло се съхранява в един мраморен ковчег, а при неговия гроб от векове се стичат хиляди вярващи от цяла Италия и Европа. Многобройни са признатите чудеса, извършени чрез застъпничеството на светеца, който жителите на Болоня обявяват за „Постоянен патрон и закрилник на града“.